# Then We Take The World ApS
Then We Take The World er et dansk music-management med kontor i både København og Los Angeles. Then We Take The World blev grundlagt af Kasper Færk og Lasse Siegismund i 2010, og repræsenterer artister som blandt andre Lukas Graham, Patrick Dorgan og Future Animals.